# Наблюдателна мисия на ООН в Йемен
Наблюдателната мисия на ООН в Йемен (UNYOM) е част от мироопазващите мисии на Международните сили на Организацията на обединените нации по света.
Тя е създадена през месец юли 1963 г. с резолюция 179 (1963) на Съвета за сигурност на ООН.
Нейните основни задачи са да съблюдава, сертифицира и докладва за изпълнението на намерението на Саудитска Арабия да прекрати действията за подкрепа на монархистите в Йемен и намерението на Египет да оттегли войските си от страната.

## Кратка история на конфликта
През 1962 г. в Северен Йемен избухва антимонархическа революция, в резултат на която от независимо кралство, страната е обявена за република.
Новото правителство е признато от Обединената арабска република (ОАР) и Съветския съюз, а монархистите получават подкрепа от Саудитска Арабия.
Следват обвинения от революционното правителство спрямо Саудитска Арабия за насърчаване на монархистите и заплаха за започване на война на нейна територия.
Сваленият от власт Имам Ал-Бадр отправя обвинения към Египет за оказване на подкрепа на революционната армия.
В началото на октомври 1962 г., военни части на Обединената арабска република са изпратени в Йемен по искане на революционното правителство за да подпомогнат военните му сили в битката срещу монархистите.

### Период на действие на мисията
юли 1963 г. – септември 1964 г.

### Специален представител на Генералния секретар и ръководител на мисията
Пиер П. Спинели (Италия) – от ноември 1963 г. до септември 1964 г.

### Сили за наблюдение
В състава на мироопазващата мисия влизат участници от Австралия, Канада, Дания, Гана, Индия, Италия, Холандия, Норвегия, Пакистан, Швеция и Югославия.
Общият брой на военния персонал наброява 189 души, от които 25 са военни наблюдатели, 114 военни включващи офицери и други рангове от разузнавателния отряд, 50 военни включващи офицери и други рангове от въздушния отряд, подкрепяни от международен и местен цивилен персонал.
При оттеглянето си силите за наблюдение се състоят от 25 военни наблюдатели и подкрепящ въздушен отряд, подпомагани от международен и местен цивилен персонал.

### Жертви
Няма.

### Финансиране
Осигурено е от Саудитска Арабия и Египет и е разделено на равни части. Общите разходи възлизат на 1 800 000 $